# Montenegro (kommun i Brasilien, Rio Grande do Sul, lat -29,70, long -51,48)
Montenegro är en kommun i Brasilien.   Den ligger i delstaten Rio Grande do Sul, i den södra delen av landet, 1 600 km söder om huvudstaden Brasília. Antalet invånare är 59 436.
Följande samhällen finns i Montenegro:
- Montenegro

I omgivningarna runt Montenegro växer i huvudsak städsegrön lövskog. Runt Montenegro är det tätbefolkat, med 257 invånare per kvadratkilometer.